# Cyrtolobus cinctus
Cyrtolobus cinctus är en insektsart som beskrevs av Van Duzee. Cyrtolobus cinctus ingår i släktet Cyrtolobus och familjen hornstritar. Inga underarter finns listade i Catalogue of Life.